# Paloma Peláez
Paloma Peláez Comas (Zamora 3 de febrero de 1957) es una pintora española  doctora de la Facultad de Bellas Artes de la Universidad Complutense de Madrid, año 2.000.

## Trayectoria profesional
Estudió en la Universidad Complutense de Madrid en la Facultad de Bellas Artes, licenciándose en el año 1983. En el año 2000 presentó en esta universidad su tesis doctoral con el título Francis Picabia en la memoria de david salle y sigmar polke. Imágenes de superposición.Al finalizar la carrera obtuvo una beca del Consejo Superior de Investigaciones Científicas (CSIC) que le permitió trabajar con total dedicación y empezar a producir sus primeras obras personales. Amplió sus estudios mediante la obtención de la beca de la Academia de España en Roma en el año 1989. Vivió en la ciudad de Roma un año. Posteriormente se traslada a New York donde reside dos años en el Comité Conjunto Hispano Norteamericano, 1991, y Fundación Pollock Krasner, 1993. En dicha ciudad realizó su segunda exposición individual en 1997, en la Galería David Beitzel, con el patrocinio del Ministerio de Cultura dentro de su programa de Difusión del Arte español.
Realizó el diseño de iluminación del Palacio de Cibeles en la Navidad de los años 2012, 2013, 2014 y 2015, Madrid.

### Becas de investigación y formación
A lo largo de su trayectoria recibió diversas becas, entre las que destacanː
- 2016ː Curso "Usos y Manejo de Ornamentales/Jardinería Vertical", Madrid.
- 1996ː Subvención del Ministerio de Educación y Cultura para difusión del arte español. (Exposición en la Galería David Beitzel, Nueva York, 1997).
- 1994ː Beca de Creación Artística, Fundación Cultural Banesto.
- 1993ː Beca de la Fundación Pollock-Krasner, Nueva York.
- 1991ː Beca del Comité Conjunto Hispano-Norteamericano, (Comisión Fullbright) Nueva York.
- 1988/89ː Beca de la Academia Española de Historia, Arqueología y Bellas Artes de Roma. Ministerio de Asuntos Exteriores.
- 1984/87ː Beca de F.P.I. (Formación de Personal Investigador). Consejo Superior de Investigaciones Científicas, Ministerio de Educación y Ciencia.
- 1981ːBeca de la Fundación Rodríguez Acosta, Granada. Universidad Complutense de Madrid.

## Exposiciones individuales
En sus primeros años profesionales  trabajó con distintas galerías españolas. En Madrid trabajó con las galerías Villalar, Moriarty, Antonio Machón y Estampa; Magda Bellotti de Algeciras; Berini de Barcelona o Silió de Santander.Entre sus exposiciones se encuentran las siguientes
- 2024ː Otros mundos, Rectorado Universidad de Málaga.[7][8]
- 2016ː Desde mi ventana, Galería Magda Bellotti, Madrid.
- 2015ː Paseo por el color y su luz, Alcultura, Algeciras.
- 2014ː Caprichos, Colegio de España, París.*
- 2013ː A través del espejo, la sensualidad emancipada. Galería Magda Bellotti, Madrid.
- 2012ː Rosas de plata, que no existen, Galería Alfredo Viñas, Málaga.
- 2010ː Caprichos (a Nabokov y el ardor), Galería Magda Bellotti, Madrid.[9]
- 2009ː Caprichos (a Nabokov y el ardor), Galería Marisa Marimón, Orense.
- 2007ː Doble movimiento descendente, Galería Magda Bellotti, Madrid.*
- 2006ː Geometrías y ornamento, Galería Milagros Delicado, Cádiz.
- 2005ː Manofacturas, Galería Magda Bellotti, Madrid.*
- 2004ː Jardiniere, Galería Altair, Palma de Mallorca.
- 2003ː Galería Carmen de la Calle, Jerez de la Frontera.
- 2002ː Flores rotas, Galería Magda Bellotti, Madrid.
- 1999ː Galería Viviana Grandi, Bruselas.
- 1997ː Cien noches, Galería David Beitzel, New York.*
- 1995ː El coraje de la infancia, Galería Antonio Machón, Madrid.*
- 1994ː Lágrimas y diamantes, Galería Berini, Barcelona; y en Galería Fernando Silió, Santander.
- 1993ː Sueños son, Galería XXI, Madrid; y en Galería Carla Stellweg, New York.*
- 1992ː Mappamundim Galería Magda Bellotti, Algeciras; y en Galería Sa Pleta Freda, Mallorca.*

- 1991ː Galería Estampa, Madrid.
- 1989ː Galería Magda Bellotti, Algeciras.
- 1988ː Galería Moriarty, Madrid.
- 1987ː Caja de Ahorros de Zaragoza y Aragón, Valencia.
- 1986ː Galería Villalar, Madrid.

## Exposiciones colectivas
Ha participado en importantes exposiciones colectivas en las que se presentaba el arte contemporáneo español. Expuso en el Palacio de Velázquez de Madrid, en 1988, en la exposición colectiva comisariada por el crítico Miguel Logroño bajo el título de “Acta 88”, en esta exposición se reunió a muchos de los artistas que posteriormente fueron un  referente. Fue seleccionada para la exposición colectiva en la galería Whitechapel de Londres, 1994, “Mudanzas”, comisariada por Catherine Lampert, en el contexto del Festival de Arte Español. También formó parte de la exposición colectiva de artistas españoles en el Museo Nacional de Bellas Artes de Buenos Aires, con el título, Contrastes (el azar y la duda), con el auspicio de la Embajada de España y el I.C.I.
Durante estos años realizó a su vez exposiciones en la Real Academia de Bellas Artes de San Fernando de Madrid (1990), Fundación la Caixa en Barcelona, Colleció Testimoni (1995), Sala Rekalde de Bilbao entre otras importantes salas.

## Obra en museos y colecciones
- Colleció Testimoni, LA CAIXA.
- Colección ARGENTARIA.
- Fundación Cultural BANESTO.
- Colección Academia de Bellas Artes de Roma.
- Colección de Dibujo de la Biblioteca Nacional, Madrid.
- Fundación COCA-COLA.
- Consejería de Cultura, Gobierno de Cantabria.
- Fundación FOCUS ABENGOA.
- Museo de Arte Contemporáneo de Madrid[11]
- Colección BBVA.[12]